# Покровка (Ахтубінський район)
Покровка  (рос. Покровка) — село у Ахтубінському районі Астраханської області Російської Федерації.
Населення становить 1070 осіб (2010).

## Історія
Населений пункт розташований на території українського етнічного та культурного краю Жовтий Клин. Від 1975 року належить до Ахтубінського району.
Згідно із законом від 6 серпня 2004 року органом місцевого самоврядування є Покровське сільське поселення.

## Населення
| 2002 | 2010  |
| ---- | ----- |
| 1040 | ↗1070 |